# Tifos
Tifosul este un grup de boli infecțioase care include tifosul exantematic, tifosul tropical și tifosul endemic (murin). Simptomele comune sunt febra, dureri de cap și o erupție cutanată. Acestea se manifestă, de obicei, la una sau la două săptămâni după expunere.
Bolile sunt cauzate de o infecție bacteriană. Tifosul exantematic se datorează bacteriei Rickettsia prowazekii răspândită de păduchi, tifosul tropical este cauzat de bacteria Orientia tsutsugamushi răspândit de purici și tifosul endemic este produs de bacteria Rickettsia typhi răspândită de purici.
Nu există un vaccin disponibil comercial. Prevenția constă în reducerea expunerii la microorganismele care contribuie la răspândirea bolii. Tratamentul este cu antibioticul doxiciclină. Tifosul exantematic apare, în general, în locuri supraaglomerate, cu condiții sanitare precare. Odată frecvent răspândit, el este acum rar. Tifosul tropical apare în Asia de Sud-Est, în Japonia și în nordul Australiei. Tifosul endemic apare în zonele tropicale și subtropicale ale lumii.
Tifosul a fost descris cel puțin din 1528. Numele său provine din grecescul tifos (τύφος), semnificând tulbure, descriind starea de spirit a celor infectate. în timp ce "febră tifoidă" înseamnă "tifos", tifos și febră tifoidă sunt boli distincte, provocate de diferite tipuri de bacterii.

## Prevenție
În anul 2017 nu este disponibil un vaccin comercial. Un vaccin se afla în cercetare pentru febra tropicală cunoscut ca vaccin pentru tifos tropical.

## Epidemiologie
Potrivit Organizației Mondiale a Sănătății, actuala rată de deces de tifos este de aproximativ unul la fiecare 5.000.000 de persoane pe an.
În prezent există numai câteva focare de epidemii de tifos. De la sfârșitul secolului al XX-lea au fost raportate cazuri în Burundi, Rwanda, Etiopia, Algeria și în câteva zone din America de Sud și Centrală.
Cu excepția a două cazuri, toate cazurile de epidemie de tifos în Statele Unite ale Americii au avut loc la est de fluviul Mississippi. O examinare a unui grup de cazuri în Pennsylvania a conchis că sursa de infecție era veverița zburătoare. Ciclul silvatic (boli transmise de la animalele sălbatice) al tifosului epidemic rămâne mai puțin frecvent în SUA. Centrele pentru Prevenirea și Controlul Bolilor a documentat doar 47 de cazuri din 1976 până în 2010.

## Istoric

### Evul Mediu

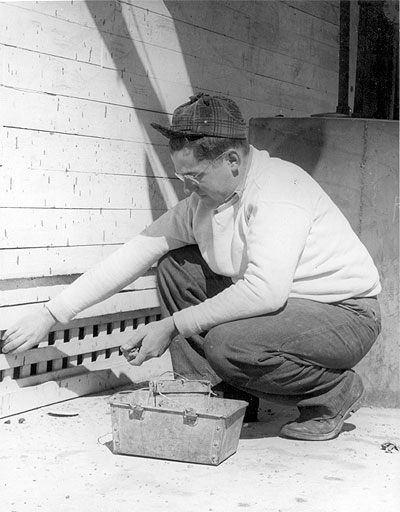
Lucrător al Serviciilor Publice Civile distribuie otravă de șobolani pentru controlul tifosului în Gulfport, Mississippi, c. 1945.

Prima descriere fiabilă a bolii apare în 1489, în timpul asedierii spaniolă asediu de Baza împotriva Maurilor în timpul Războiului din Granada (1482-1492). Aceste relatări includ descrieri ale febrei; pete roșii pe brațe, spate și piept; deficit de atenție care se transforma în delir; precum și răni gangrenoase și mirosul asociat de carne putrezită. În timpul asediului, spaniolii au pierdut 3.000 de oameni în luptele cu inamicul, dar 17.000 de soldați au murit de tifos.

### Secolul al XIX-lea
În timpul retragerii de la Moscova a lui Napoleon în 1812, au murit de tifos mai mulți soldați francezi decât au fost uciși de ruși.
O epidemie majoră a avut loc în Irlanda între 1816 și 1819, în timpul perioadei de foamete provocate de scăderea temperaturilor la nivel mondial cunoscută ca Anul fără vară. Aproximativ 100.000 de irlandezi au pierit. Tifosul a apărut din nou la sfârșitul anilor 1830, iar o altă mare epidemie de tifos a avut loc în timpul Marii Foamete Irlandeze ce a avut loc între 1846 și 1849. Tifosul irlandez s-a răspândit în Anglia, unde a fost numit uneori „febră irlandeză” și a fost remarcat pentru virulența sa. A ucis oameni din toate clasele sociale, deoarece păduchii erau endemici și inevitabili, dar a lovit deosebit de puternic în partea de jos sau în straturile sociale „nespălate”.
În Statele Unite ale Americii a izbucnit o epidemie de tifos în Philadelphia în 1837 și l-a ucis pe fiul lui Franklin Pierce (al 14-lea președinte al Statelor Unite ale Americii) la Concord, New Hampshire, în 1843. Alte epidemii au avut loc în Baltimore, Memphis și Washington, D.C. între 1865 și 1873. Tifosul a ucis, de asemenea, mulți oameni în timpul Războiului Civil din SUA, deși febra tifoida a fost cea mai răspândită boală ce a făcut ravagii în acea perioadă. Febra tifoidă, cauzată de bacteria Salmonella typhii (a nu se confunda cu Salmonella enterica, cauza intoxicațiilor alimentare cu salmonella), este o boală complet diferită de tifos.
Doar în Canada, epidemia de tifos din 1847 a ucis mai mult de 20.000 de oameni din 1847 până în 1848, în principal imigranți irlandezi, care au contractat boala la bordul supraaglomeratelor nave ce-i aduceau aici pentru a scăpa de Marea Foamete Irlandeză. Oficialii nu au știut cum să le ofere condiții sanitare suficiente și nici nu au înțeles cum s-a răspândit boala.

### Secolul al XX-lea

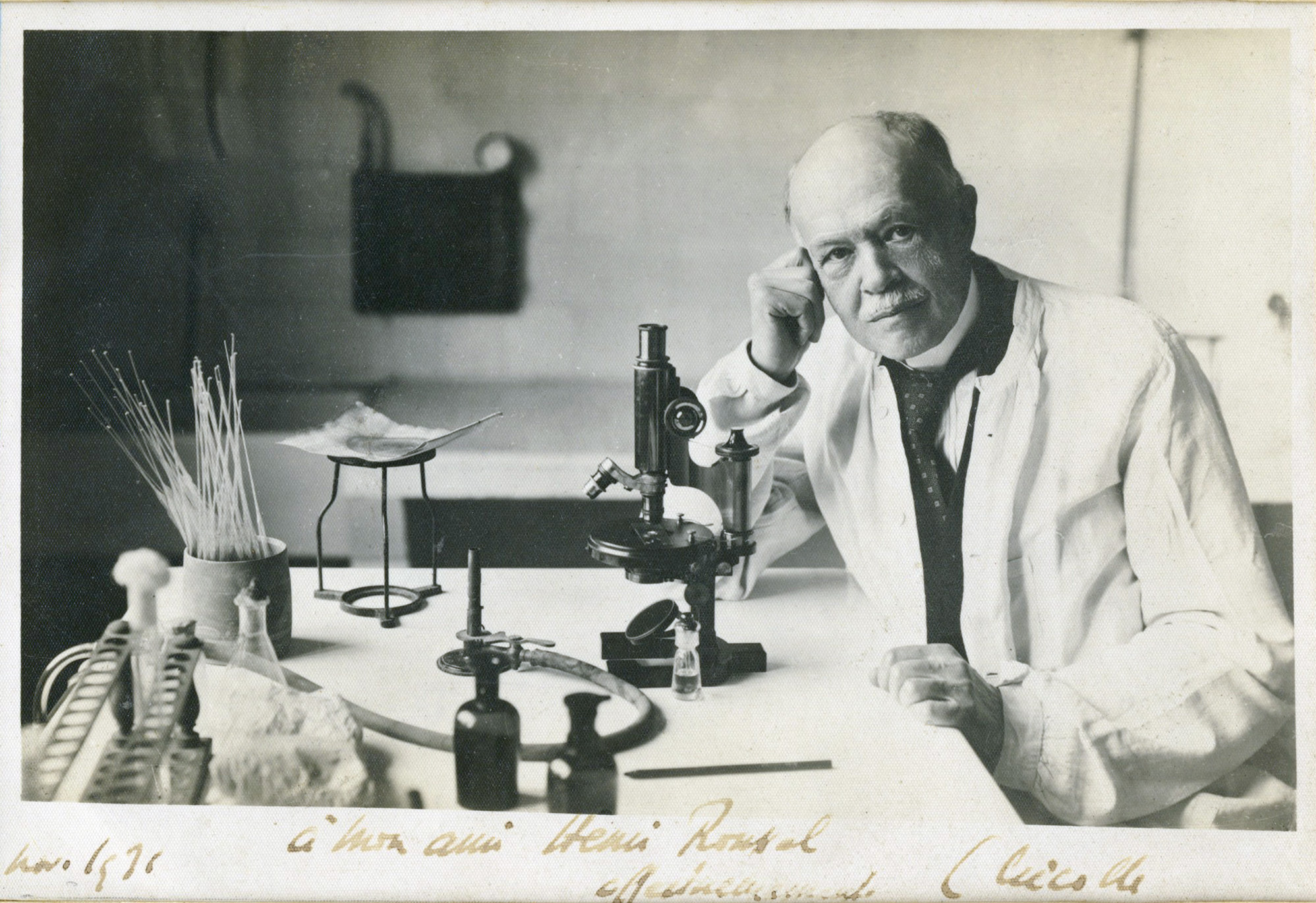
Charles Nicolle a primit în 1928 Premiul Nobel pentru medicină pentru identificarea păduchilor ca transmițători ai epidemiei de tifos.

În perioada Primului Război Mondial au fost înființate centre de deparazitare pentru trupele de pe Frontul de Vest, dar boala a făcut ravagii în rândul armatelor de pe Frontul de Est, cu peste 150.000 de morți doar în Serbia. Au murit, în general, între 10 și 40% dintre cei infectați, iar boala a fost o cauză majoră de deces pentru cei care se ocupau cu îngrijirea bolnavilor.
În 1922, epidemia de tifos a atins apogeul pe teritoriul sovietic, cu circa 25-30 de milioane de cazuri în Rusia. Deși tifosul a devastat Polonia cu aproximativ 4 milioane de cazuri raportate, eforturile pentru împiedicarea răspândirii bolii în această țară au dat roade în mare măsură până în 1921, prin eforturile depuse de pionieri ai sănătății publice ca Hélène Sparrow și Rudolf Weigl. În Rusia, în timpul Războiului Civil dintre armatele Albă și Roșie, tifosul a ucis 3 milioane de oameni, în principal civili.
În timpul celui de-al Doilea Război Mondial, mulți prizonieri de război germani au murit de tifos după înfrângerea de la Stalingrad. Epidemiile de tifos i-au ucis pe cei din lagărele de prizonieri, ghetourile și lagărele de concentrare naziste care erau ținuți în condiții neigienice. Gropile comune ale victimelor epidemiilor de tifos pot fi văzute în imaginile filmate în lagărul de concentrare de la Bergen-Belsen.
Printre miile de prizonieri din lagăre de concentrare ca Theresienstadt și Bergen-Belsen care au murit de tifos au fost Anne Frank, în vârstă de 15 ani, și sora ei, Margot, în vârstă de 19 ani. Epidemiile majore în haosul postbelic din Europa au fost evitate numai prin utilizarea pe scară largă a recent descoperitului DDT pentru uciderea păduchilor existenți pe milioane de refugiați și persoane strămutate.
Primul vaccin împotriva tifosului a fost dezvoltat de către zoologul polonezi Rudolf Weigl în perioada interbelică. Vaccinuri mai bune, mai puțin periculoase și mai puțin costisitoare au fost produse în timpul celui de-al Doilea Război Mondial. De atunci, au mai avut loc unele epidemii în Asia, Europa de Est, Orientul Mijlociu și în unele părți din Africa.